# Altare, Savona
Altare är en småstad och kommun i provinsen Savona i regionen Ligurien i Italien. Kommunen hade 2 008 invånare (2018) och gränsar till kommunerna Cairo Montenotte, Carcare, Mallare, Quiliano och Savona.